# Halinów
Halinów é um município da Polônia, na voivodia da Mazóvia e no condado de Mińsk. Estende-se por uma área de 2,84 km², com 3 707 habitantes, segundo os censos de 2016, com uma densidade de 1305,3 hab/km².